# Losser
Losser – gmina w północnej Holandii, w prowincji Overijssel.
Z Losser pochodzi Moniek Nijhuis, holenderska pływaczka, mistrzyni Europy (basen 25 m).

## Miejscowości
Beuningen, Glane, Losser, De Lutte, Overdinkel.

## Współpraca
- Widnoje, Rosja